# 云开湍蛙
云开湍蛙（学名：Amolops yunkaiensis），一种于中华人民共和国广东省鹅凰嶂自然保护八甲仙湖发现的两栖动物，隶属于蛙科湍蛙属。2010年在信宜市云开山记录的小湍蛙（Amolops torrentis）分布，现被认为是本种的误订。

## 形态特征
云开湍蛙蛙体型较小，雄蛙体长31.8～34.1毫米，雌蛙体长35.2～39毫米。身体背部呈橄榄棕色或浅棕色，散布黑棕色的斑块；四肢背部有不显著的黑色横斑；身体腹面乳白色。